# Cryptolestes turcicus
Cryptolestes turcicus é uma espécie de insetos coleópteros polífagos pertencente à família Laemophloeidae.
A autoridade científica da espécie é Grouvelle, tendo sido descrita no ano de 1876.
Trata-se de uma espécie presente no território português.